# Wigan (circonscription britannique)

Carte indiquant la circonscription de Wigan

La circonscription de Wigan est une circonscription située dans le Grand Manchester et représentée à la Chambre des communes du Parlement britannique.